# God Is in the House
God Is In The House is een DVD van Nick Cave and The Bad Seeds.
De DVD werd in 2003 uitgebracht op het label Mute Records.
God Is In The House bevat een concertregistratie van de groep in Le Transbordeur in Lyon, Frankrijk op 8 juni 2001.
Daarnaast bevat de DVD ook een documentaire over de opnames van het album No More Shall We Part, en de video's As I Sat Sadly By Her Side, Fifteen Feet Of Pure White Snow en Love Letter.

## Tracks van het concert
- Do You Love Me?
- Oh My Lord
- Lime Tree Arbour
- Red Right Hand
- As I Sat Sadly By Her Side
- The Weeping Song
- God Is In The House
- We Came Along This Road
- Papa Won't Leave You, Henry
- Hallelujah
- The Mercy Seat
- Into My Arms
- Saint Huck
- The Curse Of Millhaven

## Muzikanten
- Nick Cave
- Mick Harvey
- Blixa Bargeld
- Thomas Wydler
- Conway Savage
- Martyn P. Casey
- Warren Ellis
- Jim Sclavunos